# Стрільницька сільська рада (Шаргородський район)
| Стрільницька сільська рада — орган місцевого самоврядування у Шаргородському районі Вінницької області з адміністративним центром у с. Стрільники. Сільській раді підпорядковані населені пункти: - с. Стрільники - c. Лопатинці |

## Склад ради
Рада складається з 16 депутатів та голови.

## Керівний склад сільської ради
| ПІБ                             | Основні відомості                                                                | Дата обрання | Дата звільнення |
| ------------------------------- | -------------------------------------------------------------------------------- | ------------ | --------------- |
| Пастушенко Володимир Михайлович | Сільський голова, 1972 року народження, освіта, член Української Народної Партії | 26.03.2006   | 31.10.2010      |
| Бровченко Валентина Сергіївна   | Сільський голова, 1987 року народження, освіта незакінчена вища, позапартійна    | 31.10.2010   |                 |

Примітка: таблиця складена за даними джерела